# UFC 158
UFC 158: St-Pierre vs. Diaz var ett mixed martial arts-evenemang som anordnades av Ultimate Fighting Championship den 16 mars 2013 vid Bell Centre i Montréal, Quebec, Kanada. Galans huvudmatch var en titelmatch mellan den regerande mästaren Georges St. Pierre och Nick Diaz, som St. Pierre vann via ett enhälligt domslut.

## Officiellt matchkort
| Huvudkort                 | Huvudkort             | Huvudkort | Huvudkort         | Huvudkort | Huvudkort | Huvudkort | Huvudkort  |
| Viktklass                 |                       |           |                   | Metod     | Rond      | Tid       | Noteringar |
| ------------------------- | --------------------- | --------- | ----------------- | --------- | --------- | --------- | ---------- |
| Weltervikt                | Georges St-Pierre (c) | vs.       | Nick Diaz         |           |           |           |            |
| Weltervikt                | Carlos Condit         | vs.       | Johny Hendricks   |           |           |           |            |
| Weltervikt                | Nate Marquardt        | vs.       | Jake Ellenberger  |           |           |           |            |
| Mellanvikt                | Nick Ring             | vs.       | Chris Camozzi     |           |           |           |            |
| Inledande kort (FX)       |                       |           |                   |           |           |           |            |
| Weltervikt                | Patrick Côté          | vs.       | Bobby Voelker     |           |           |           |            |
| Weltervikt                | Sean Pierson          | vs.       | Rick Story        |           |           |           |            |
| Lättvikt                  | John Makdessi         | vs.       | Daron Cruickshank |           |           |           |            |
| Inledande kort (Facebook) |                       |           |                   |           |           |           |            |
| Weltervikt                | Dan Miller            | vs.       | Jordan Mein       |           |           |           |            |
| Bantamvikt                | Yves Jabouin          | vs.       | Johnny Eduardo    |           |           |           |            |